# Buchinari
Buchinari är en ort i Mexiko.   Den ligger i kommunen Sinaloa och delstaten Sinaloa, i den västra delen av landet, 1 200 km nordväst om huvudstaden Mexico City. Buchinari ligger 108 meter över havet och antalet invånare är 224.
Terrängen runt Buchinari är kuperad åt nordost, men åt sydväst är den platt. Runt Buchinari är det glesbefolkat, med 19 invånare per kvadratkilometer. Närmaste större samhälle är Sinaloa de Leyva, 19,5 km sydväst om Buchinari. I omgivningarna runt Buchinari växer huvudsakligen savannskog.